# Ministère de la Justice (France)
Pour les autres articles nationaux ou selon les autres juridictions, voir Ministère de la Justice.
Le ministère de la Justice, parfois appelé Chancellerie, est l’administration centrale française chargée de la gestion des moyens de la justice, de la conduite de la politique judiciaire et d'action publique et de la prise en charge des personnes qui lui sont confiées par l'autorité judiciaire (personnes placées sous main de justice et mineurs délinquants ou en danger). À ce titre, il est responsable des établissements et services pénitentiaires et des établissements et services de la protection judiciaire de la jeunesse.
Au nom du gouvernement, la Chancellerie prépare les projets de loi et de règlements dans plusieurs domaines (droit de la famille, procédure pénale, etc.)
Le ministère est dirigé par un membre du gouvernement français qui prend le titre de garde des Sceaux, ministre de la Justice.
Les magistrats judiciaires sont indépendants du pouvoir exécutif et nommés par le président de la République après avis du Conseil supérieur de la magistrature (CSM).
Installé à l’hôtel de Bourvallais, au no 13 de la place Vendôme, dans le 1er arrondissement de Paris, le cabinet du ministre est surnommé par métonymie « la Place Vendôme ». 

## Historique
De toutes les administrations, le ministère de la Justice apparaît comme le ministère le plus ancien et le plus stable.
Les services centraux du ministère sont surnommés la Chancellerie, en référence à l’ancien office de chancelier de France qui constituait le premier des grands offices de l’Ancien Régime. Le ministre placé à sa tête porte l’appellation spéciale de garde des Sceaux, ministre de la Justice, elle aussi héritée d'un office de l’Ancien Régime, celui de garde des sceaux de France.
Le décret du 17 avril-25 mai 1791 définit les trois grandes tâches qui seront celles du ministère durant de longues années : service du sceau, publication et envoi de textes officiels, correspondance avec les tribunaux. C'est entre le Directoire et la Restauration que sont disposées les divisions civile et criminelle. La direction des affaires criminelles et des grâces (DACG) prend son appellation actuelle dès 1814, celle des affaires civiles et du sceau (DACS) en 1831. La direction de l'administration pénitentiaire (DAP), dépendant jusqu'alors du ministère de l'Intérieur, est rattachée au ministère de la Justice en 1911.
Le 27 juin 1918, durant la Première Guerre mondiale, les bâtiments du ministère de la Justice situés place Vendôme sont touchés lors d'un raid effectué par des avions allemands.
En 1945, la direction de l'Éducation surveillée est créée. D'abord rattachée à l'administration pénitentiaire, elle devient la direction de la Protection judiciaire de la jeunesse (DPJJ) en 1990.
En 1964, une réorganisation crée la direction des Services juridiques (DSJ), chargée de gérer les moyens des juridictions judiciaires. La même année est créée la direction de l'Administration générale et de l’équipement, qui fusionnera sous l'effet de deux décrets de 2005 et 2006 pour créer le Secrétariat général du ministère de la Justice.
Créée en 2017, l'Inspection générale de la justice (IGJ) regroupe les compétences jusqu'alors dévolues à l'inspection générale des services judiciaires (IGSJ), l'inspection des services pénitentiaires (ISP) et l'inspection de la protection judiciaire de la jeunesse (IPJJ).
Il est également créé en 2017 un délégué interministériel à l'aide aux victimes (DIAV).

### Appellation
À la différence de la plupart des autres départements ministériels, le titre portée par le ministre de la Justice et, subséquemment, la dénomination du ministère a relativement peu changé sous la Ve République. Le ministère de la Justice s'est donc toujours appelé ainsi, à l'exception d'une période du quinquennat de Nicolas Sarkozy où il s'est appelé « ministère de la Justice et des Libertés » (MJL) entre mai 2009 et avril 2012 (mandats de Michèle Alliot-Marie et de Michel Mercier).

### Identité visuelle (logotype)
Le logotype du ministère varie au gré des changements de dénominations. Le logotype de 1999 est une adaptation du logo précédent à la nouvelle charte graphique de la communication gouvernementale en France, mais il n'adopte pas le système du « bloc marque » comme les autres ministères. Le logo de mai 2009 adopte le système du « bloc marque » qui sera maintenu jusqu'à son abandon en février 2020, date à laquelle l'ensemble de la charte gouvernementale connaît une nouvelle version voulue pour être mieux adaptée à la lecture sur écran.

Logo jusqu'en 1999.
Logo de 1999 à mai 2009.
Logo entre mai 2009 et avril 2012.
Logo entre mai 2012 et mai 2017.
Logo de mai 2017 à février 2020
Logo depuis février 2020

## Organisation

### Ministre
Le garde des Sceaux, ministre de la Justice conduit la politique pénale déterminée par le gouvernement. Il veille à la cohérence de son application sur le territoire de la République. À cette fin, il adresse aux magistrats du ministère public des instructions générales. Il ne peut leur adresser aucune instruction dans des affaires individuelles. Les procureurs généraux lui adressent un rapport annuel de politique pénale sur l'application de la loi et des instructions générales ainsi qu'un rapport annuel sur l'activité et la gestion des parquets de leur ressort.
Il propose les nominations au Conseil supérieur de la magistrature des magistrats du parquet et du siège hormis les magistrats du siège à la Cour de cassation, les premiers présidents des cours d’appel et les présidents de tribunaux judiciaires.
Gérald Darmanin est garde des Sceaux, ministre de la Justice, depuis le 23 décembre 2024.

### Secrétariat général
Le Secrétaire général (SG) assiste le ministre dans l'administration du ministère et apporte son soutien aux directions du ministère. Il assure une mission générale de coordination des services et de modernisation du ministère, et propose à cette fin les évolutions dans l'organisation et le fonctionnement de celui-ci. Il assure la synthèse des dossiers et documents stratégiques transversaux. Il réunit le comité des directeurs et s'assure de la mise en œuvre des décisions prises dans ce cadre. Il est associé aux dialogues de gestion conduits par les directions responsables de programme.

### Direction des Affaires civiles et du Sceau
La direction des Affaires civiles et du Sceau (DACS) :
- élabore les projets de loi et de règlement en toutes les matières qui n'entrent pas dans la compétence spéciale d'une autre direction ;
- remplit le rôle de conseil en droit privé des autres administrations publiques ;
- anime et contrôle l'action du ministère public en matière civile et suit la formation de la jurisprudence ;
- exerce les attributions dévolues à la Chancellerie en matière de nationalité et de sceau et en ce qui concerne la réglementation et le contrôle des professions judiciaires autres que les magistrats et les personnels des greffes ainsi que des professions juridiques ;
- assure la mise en œuvre des conventions internationales en matière d'entraide judiciaire civile et conduit les négociations européennes et internationales intéressant la législation de droit privé ;
- contribue, en liaison avec le Secrétariat général, à l'application des autres conventions internationales et du droit européen[16].

### Direction des Affaires criminelles et des Grâces
La direction des Affaires criminelles et des Grâces (DACG) exerce les attributions du ministère de la Justice en matière pénale. À ce titre, elle :
- élabore la législation et la réglementation en matière répressive et examine, en liaison avec les départements ministériels concernés, tous les projets de normes comportant des dispositions pénales ;
- conduit les négociations européennes et internationales en matière répressive ;
- prépare les instructions générales d'action publique, coordonne et évalue leur mise en application ;
- contrôle l'exercice de l'action publique par les parquets généraux et les parquets ;
- instruit les recours en grâce et prépare les mesures d'amnistie ;
- assure la mise en œuvre des conventions internationales en matière d'entraide judiciaire pénale ;
- assure le fonctionnement du casier judiciaire national (CJN), placé sous l'autorité du directeur[16].

### Direction des Services judiciaires
La direction des Services judiciaires (DSJ) règle l'organisation et le fonctionnement du service public judiciaire. À ce titre, elle :
- élabore les statuts des magistrats et des fonctionnaires des services judiciaires, en liaison avec le Secrétariat général ;
- assure le recrutement, la formation, l'emploi et la gestion des magistrats et des fonctionnaires des services judiciaires ;
- réglemente et contrôle l'activité des personnes qui collaborent directement à l'exercice des fonctions juridictionnelles ;
- participe à l'élaboration des projets de lois ou de règlements ayant une incidence sur l'organisation et le fonctionnement judiciaire ;
- élabore les textes de création ou de suppression, d'organisation et de fonctionnement des juridictions de l'ordre judiciaire ;
- détermine les objectifs stratégiques et opérationnels des responsables territoriaux et fonctionnels, définit les besoins de fonctionnement et d'équipement et répartit les ressources et les moyens entre ces responsables[17].

### Direction de l'Administration pénitentiaire
La direction de l'Administration pénitentiaire (DAP) assure l'exécution des décisions judiciaires concernant les personnes faisant l'objet d'une mesure judiciaire restrictive ou privative de liberté. Dans un objectif de prévention de la récidive, elle prend en charge les personnes qui lui sont confiées au titre de ces mesures, d'une part en les préparant à leur libération, et d'autre part en assurant le suivi des mesures et peines exécutées en milieu libre.
Elle assure son autorité sur les établissements pénitentiaires et les services pénitentiaires d'insertion et de probation (SPIP) répartis sur l'ensemble du territoire de la République.

### Direction de la Protection judiciaire de la jeunesse
La direction de la Protection judiciaire de la jeunesse (DPJJ) est chargée, dans le cadre de la compétence du ministère de la Justice, de l'ensemble des questions intéressant la justice des mineurs et de la concertation entre les institutions intervenant à ce titre.

### Inspection générale de la Justice
L'Inspection générale de la justice (IGJ) exerce une mission permanente d'inspection :
- sur l'ensemble des organismes, directions et services, centraux et déconcentrés, du ministère de la Justice ;
- sur les juridictions de l'ordre judiciaire ;
- sur les personnes morales de droit public soumises à la tutelle du ministère de la Justice et sur les personnes morales de droit privé dont l'activité relève des missions du ministère ou bénéficiant de financements publics majoritaires auxquels contribuent les programmes du ministère[21].

### Délégué interministériel à l'Aide aux victimes
Le délégué interministériel à l'Aide aux victimes (DIAV) est nommé par décret et placé auprès du garde des Sceaux, ministre de la Justice. Il a un rôle de coordination des différents ministères en matière de suivi et d'accompagnement des victimes d'actes de terrorisme, d'accidents collectifs, de catastrophes naturelles, de sinistres sériels et d'autres infractions pénales, notamment en matière d'indemnisation ; dans leurs relations avec les associations de victimes et d'aide aux victimes ; pour l'organisation des hommages et des commémorations.

### Organismes rattachés et écoles

École nationale de la magistrature.

Un certain nombre d'organismes sont rattachés au ministère de la Justice :
- l’agence française anticorruption (AFA) ;
- l’agence de gestion et de recouvrement des avoirs saisis et confisqués (AGRASC) ;
- l’agence française de l'adoption ;
- l’agence publique pour l'immobilier de la justice (APIJ) ;
- l’agence du travail d'intérêt général et de l'insertion professionnelle des personnes placées sous main de justice (ATIGIP) ;
- l’agence nationale des techniques d’enquêtes numériques judiciaires ;
- l’établissement public d'exploitation du livre foncier informatisé ;
- le service national du renseignement pénitentiaire (SNRP), placé sous l'autorité du directeur de l'Administration pénitentiaire.

Par ailleurs, le ministère de la Justice recrute et forme ses personnels (magistrats et fonctionnaires, à l'exception notable des personnels administratifs) au sein de quatre écoles nationales d'application rattachées au garde des Sceaux. Leur particularité est d'être toutes installées en province :
- l’École nationale de la magistrature (ENM), installée à Bordeaux ;
- l’École nationale des greffes (ENG), située à Dijon ;
- l’École nationale d'administration pénitentiaire (Énap), située à Agen ;
- l'École nationale de protection judiciaire de la jeunesse (ENPJJ), située à Roubaix.

## Budget et effectifs

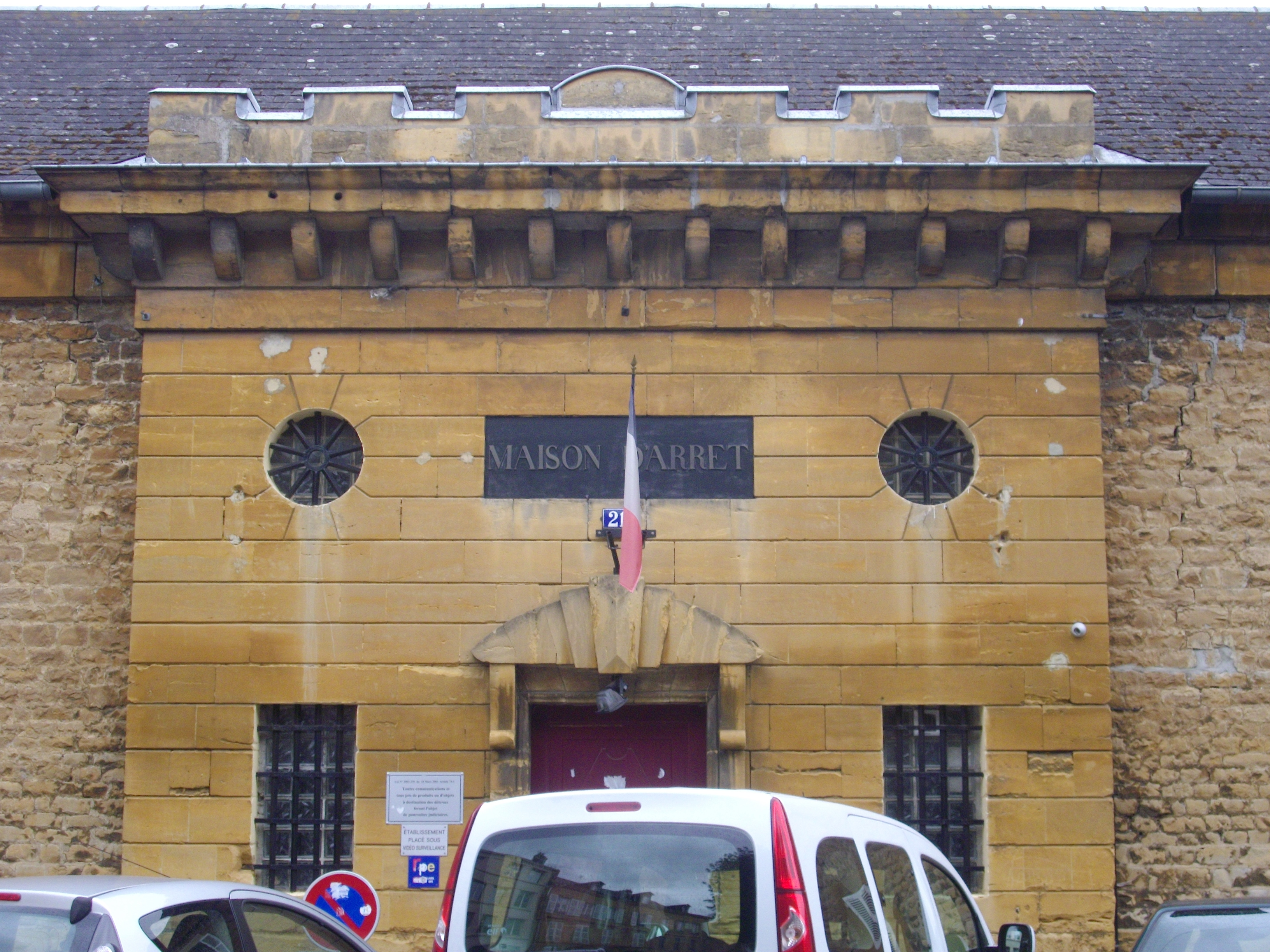
Maison d'arrêt de Charleville-Mézières.

Le ministère de la Justice a un budget réparti en une unique mission « Justice » et en six programmes.
Selon la loi de programmation 2018-2022 et de réforme pour la justice, les crédits de paiement de la mission « Justice », hors charges de pensions, évoluent entre 2018 et 2022 de 7 à 8,3 milliards d’euros courants. Selon la loi d’orientation et de programmation du ministère de la justice 2023-2027, ces crédits évoluent entre 2022 et 2027 de 8,8 à 10,7 milliards d’euros courants.
En 2024, les autorisations de crédits de paiement dont dispose le ministre dans le budget général sont de 12 161 946 765 € ainsi répartis :
- 4 544 008 245 € pour le programme « Justice judicaire »,
- 5 002 950 814 € pour le programme « Administration pénitentiaire »,
- 1 125 947 340 € pour le programme « Protection judiciaire de la jeunesse »,
- 736 234 297 € pour le programme « Accès au droit et à la justice »,
- 747 085 247 € pour le programme « Conduite et pilotage de la politique de la justice »,
- 5 720 822 € pour le programme « Conseil supérieur de la magistrature »[2].

Les juridications administratives ne relèvent de la mission « Justice » mais de la mission « Conseil et contrôle de l’État » sous la responsabilité du Premier ministre.
Le nombre de fonctionnaires du ministère de la Justice est de 95 400 au 31 décembre 2021, soit 4 % de la fonction publique d’État.

### Décrets d'organisation
- Décret no 62-485 du 14 avril 1962 relatif à l'organisation du ministère de la justice
- Décret no 64-754 du 25 juillet 1964 relatif à l'organisation du ministère de la justice
- Décret no 2008-689 du 9 juillet 2008 relatif à l'organisation du ministère de la justice